# タティングレース
タティングレース（英: tatting lace）は、シャトルと呼ばれる舟形の小さな糸巻きに巻いた糸を使って結び目を作っていくレースの技法。タティング、タッチングレース、シャトルレースとも呼ばれる。

## 歴史

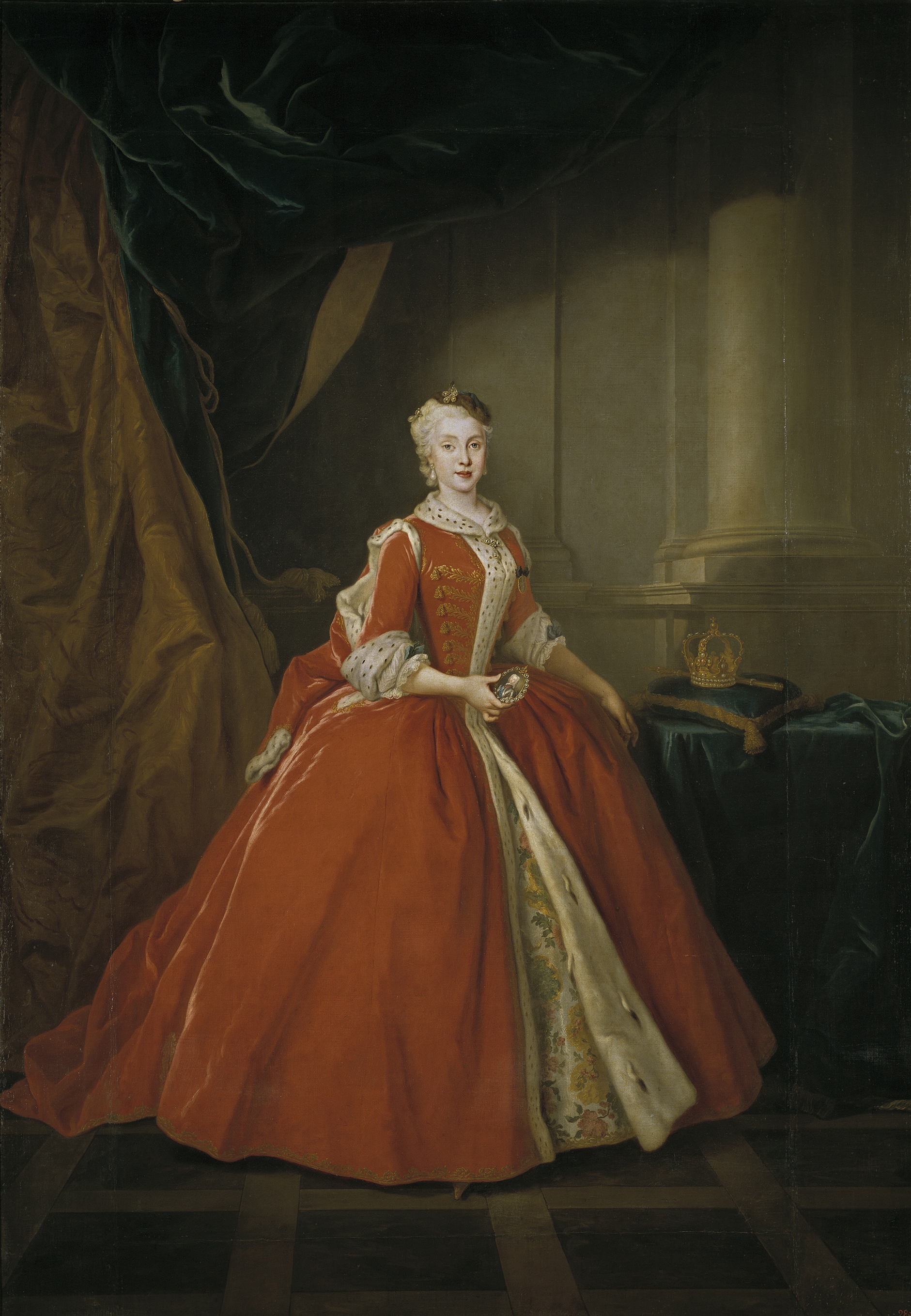
マリア・アマリア・フォン・ザクセン(1724-1760)
スペイン王カルロス3世の王妃。ヴェッティン家の出身。
装飾されたシャトル(shuttle:杼)を手に持っている。

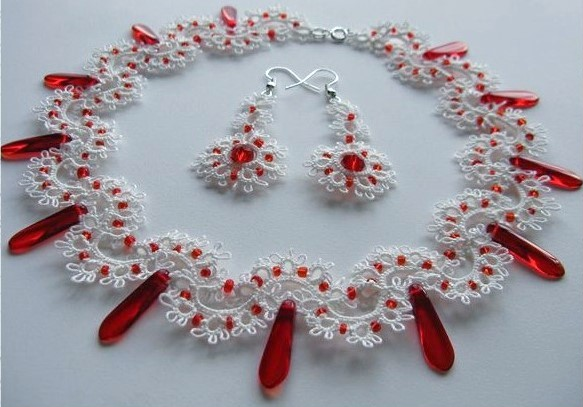
現代のタティングレース作品
ビーズと組み合わせて作成されたネックレスとピアス

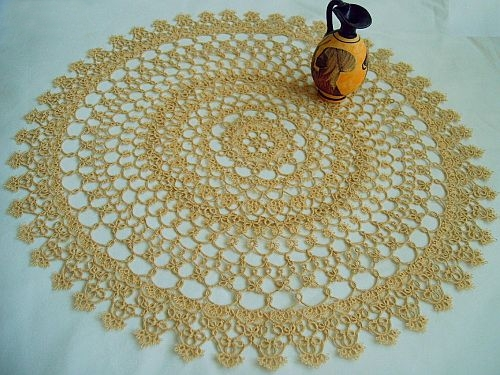
現代のタティングレース作品
ドイリー

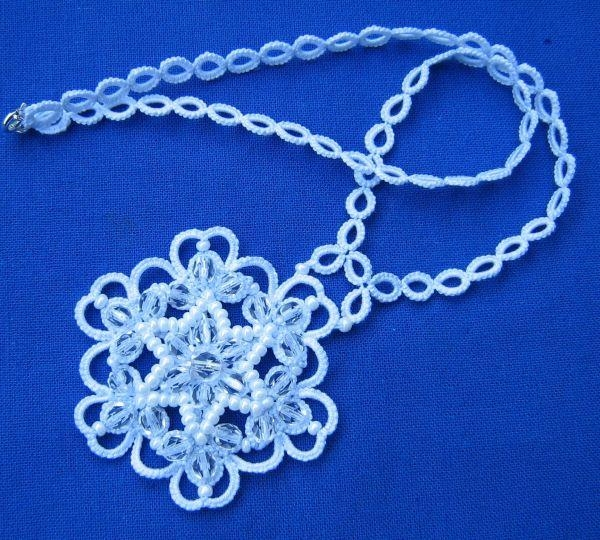
クリスタルの織りビーズを用いてタティングの技法で作られた作品
ネックレス

タティングの結び目の技法は古代エジプトにまで遡る事ができるが、実用を目的としたものと考えられ、装飾的なレース技法としての起源は明確には分かっていない。一説には、16世紀のイタリアで基礎的な技法ができたとされる。
初期の頃のタティングはリングとループを別に編んでいた。ネット用針の使用し、編みながらリングをつなぎ模様を作る時期をへて、金属製のフックを使用するようになった。
それまでのレースのように大掛かりな器具を使わずに作成することができるため17、18世紀頃には、馬車等での移動中に作られたりした。イングランド女王メアリー2世は熱心なタティング愛好家で、チャールズ・セドレー卿から庶民の手芸ではないかと冷やかされた。1707年に書かれた英国の詩"Royal Knotter"の中に、「クイーン・メアリーが糸を結ぶ」と記述され記録として残っている。
また一度覚えてしまうと手元を見なくても作れることから、18、19世紀には、ろうそくの節約にもなると貴族のあいだで大変もてはやされ、教養として習うものとなった。女性らしいエレガントな手芸と考えられていたため18世紀の女性たちは、装飾のあるシャトルを持って、肖像画を描いてもらう事を好んだ。1742年に描かれたドイツのプリンセスがシャトルを持っている肖像画や、1759年に描かれた英国の公爵夫人の肖像がなどが残されている。
1850年頃、英国のリーゴがピコットの部分で編みつなぐ方法を考案し、初めて鈎針を用いてつなぐ方法を紹介する指導書と図案集を出版し、国際的な展示会で4つの賞を取った。1864年に刊行されたリーゴの本でチェイン(chain)が紹介された。
ディルモントは、数個のシャトルを組み合わせた多色使いのタティングとジョセフィンノットを「ニードルワーク百科」で紹介した。
1870年代に入ると、ミシズ・ビートン著「ニードルワーク」の前書きで、ミー夫人がシャトルに糸を巻く方法と、玉巻き糸の方法を紹介し、パターンブックも出版された。
ルーマニアのマリー王女は、タティングの図案と技術を多数考案した。彼女は、宝石を編みこんだ作品を男子修道院に寄付したが、自分の宝石が夫の愛人の手に落ちるのを防ぐ為だったといわれている。この話は、20世紀になり、ホアース著「タティングのアート」に掲載された。
日本には、明治初期に他の手芸と共に伝えられ、大正から昭和初期には、穴糸でショールや袋物などが編まれていた。

## 国際標準記号
| 記号 | 英語           | 日本語             |
| ---- | -------------- | ------------------ |
| 太線 | chain          | チェイン           |
| 細線 | ring           | リング             |
| ○    | picots         | ピコット           |
| 破線 | single thread  | 一本の糸を渡す     |
| ●    | Josephine knot | ジョセフィンノット |

## 国際標準の略語
| 略語  | 英語             | 日本語                             |
| ----- | ---------------- | ---------------------------------- |
| rw    | reverse work     | リヴァースワーク                   |
| sj    | shuttle join     | シャトルつなぎ                     |
| jk(*) | Josephine knot   | ジョセフィンノット(半目*回)        |
| t&c   | tie and cut ends | 結んで糸端を切る                   |
| sr*/# | split ring       | スプリットリング(前半*目/後半＃目) |